# Overbefolkning
Overbefolkning er en tilstand, hvor en populations størrelse overstiger dens levesteds evne til at brødføde den. Udtrykket refererer ofte til forholdet mellem den menneskelige befolkning og dens miljø, Jorden.  Steve Jones, leder af biologi afdelingen på University College London, har sagt: "Menneskene er 10.000 gange mere udbredt, end vi burde være, ifølge reglerne i dyreriget, og vi har landbruget at takke for det. Uden landbrug ville verdens befolkning sandsynligvis have nået en halv million nu. Verdens befolkning er steget betydeligt i de sidste 50 år, hovedsageligt som følge af medicinske fremskridt og betydelige stigninger i produktiviteten i landbruget.
Den kraftige stigning i befolkningen i løbet af de sidste to århundreder har rejst bekymring for, at mennesker er begyndt at overbefolke Jorden, og at planeten kan ikke være i stand til at opretholde det nuværende eller et større antal indbyggere. Befolkningen er vokset uafbrudt siden slutningen af den sorte død, omkring år 1400; i begyndelsen af det 19. århundrede havde det nået omkring en milliard (1 mia.) Stigninger i middellevetiden og ressourcetilgængelighed under den industrielle og grønne revolutioner førte til hurtige befolkningstilvækst på verdensplan. I 1960 var verdens befolkning nåede op på 3 mia; det fordoblet til 6 milliarder over de næste fire årtier. Fra 2009 var det skønnede årlige vækstrate 1,10%, ned fra et toppunkt på 2,2% i 1963, og verdens befolkning var på 6.700 millioner groft. Aktuelle prognoser viser et støt fald i befolkningens vækstrate, med et forventede spids på mellem 8 og 10,5 milliarder mellem 2040 og 2050 .
Mange tror at den nuværende befolknings ekspansion og ledsagende stigning i brugen af ressourcer er knyttet til trusler mod økosystemet. Den InterAcademy Panel "Erklæring om befolkningstilvækst", som blev ratificeret af 58 medlemslande nationale akademier i 1994, kaldt vækst i menneskelig numrene "uden fortilfælde", og erklærede, at mange miljøproblemer, såsom stigende niveau af atmosfærisk kuldioxid, global opvarmning og forurening, blev forværret af befolkningens ekspansion.
Overbefolkning kan ikke udtrykkes ved en simpel brøk, som sætter befolkningstallet i forhold til arealet. Dels vil det være muligt at brødføde flere mennesker i et samfund med en høj grad af arbejdsdeling, og dels vil det være muligt at leve mange sammen, hvis bare produktion, handelsforhold og fordelingspolitik tillader det.
Det er blevet forudsagt, at kloden vil blive overbefolket, fordi fødevareproduktionen stiger lineært, mens befolkningstallet stiger eksponentielt. Misforholdet mellem de to stigningstakter vil føre til overbefolkning med konsekvenser for sundhed, velfærd og livskvalitet, hvis stigningerne forsætter på samme måde, hvilket kun fremtiden vil vise. Med moderne hjælpemidler er det dog lykkedes at holde fødevareproduktioenen højere end væksten i befolkningstallet.